# Aphodius solitarius
Aphodius solitarius is een keversoort uit de familie bladsprietkevers (Scarabaeidae). De wetenschappelijke naam van de soort is voor het eerst geldig gepubliceerd in 1961 door Petrovitz.